# Fruitbocq
Fruitbocq is een Belgisch bier.
Het bier wordt gebrouwen door Brasserie Du Bocq te Purnode.
Fruitbocq wordt gebrouwen op basis van witbier en vruchtensap.

## De bieren
- Applebocq is een fruitbier (perzik) en heeft een alcoholpercentage van 3,1%. Dit bier is verkrijgbaar in flessen van 25cl en vaten van 20 en 30 liter. Moederbier van Apple White Beer, gebrouwen voor bierfirma Corsendonk nv (voor de export).
- Redbocq is een fruitbier en heeft een alcoholpercentage van 3,1%. Het bevat de natuurlijke aroma’s van kers, aardbei, pruim en zwarte bes.
- Agrumbocq is een fruitbier en heeft een alcoholpercentage van 3,1%. Het bevat mandarijnsap en natuurlijke aroma’s van pompelmoes en limoen. Moederbier van Agrum White Beer, gebrouwen voor bierfirma Corsendonk nv (voor de export).